# روسلان کوستیشین
روسلان کوستیشین (انگلیسی: Ruslan Kostyshyn؛ زادهٔ ۸ ژانویهٔ ۱۹۷۷) بازیکن سابق و مربی فوتبال اهل اوکراین است.
از باشگاه‌هایی که در آن بازی کرده‌است می‌توان به باشگاه فوتبال آرسنال کی‌یف اشاره کرد.